# Rue du Moulin à Vent
 (août 2025).
Si vous disposez d'ouvrages ou d'articles de référence ou si vous connaissez des sites web de qualité traitant du thème abordé ici, merci de compléter l'article en donnant les références utiles à sa vérifiabilité et en les liant à la section « Notes et références ».

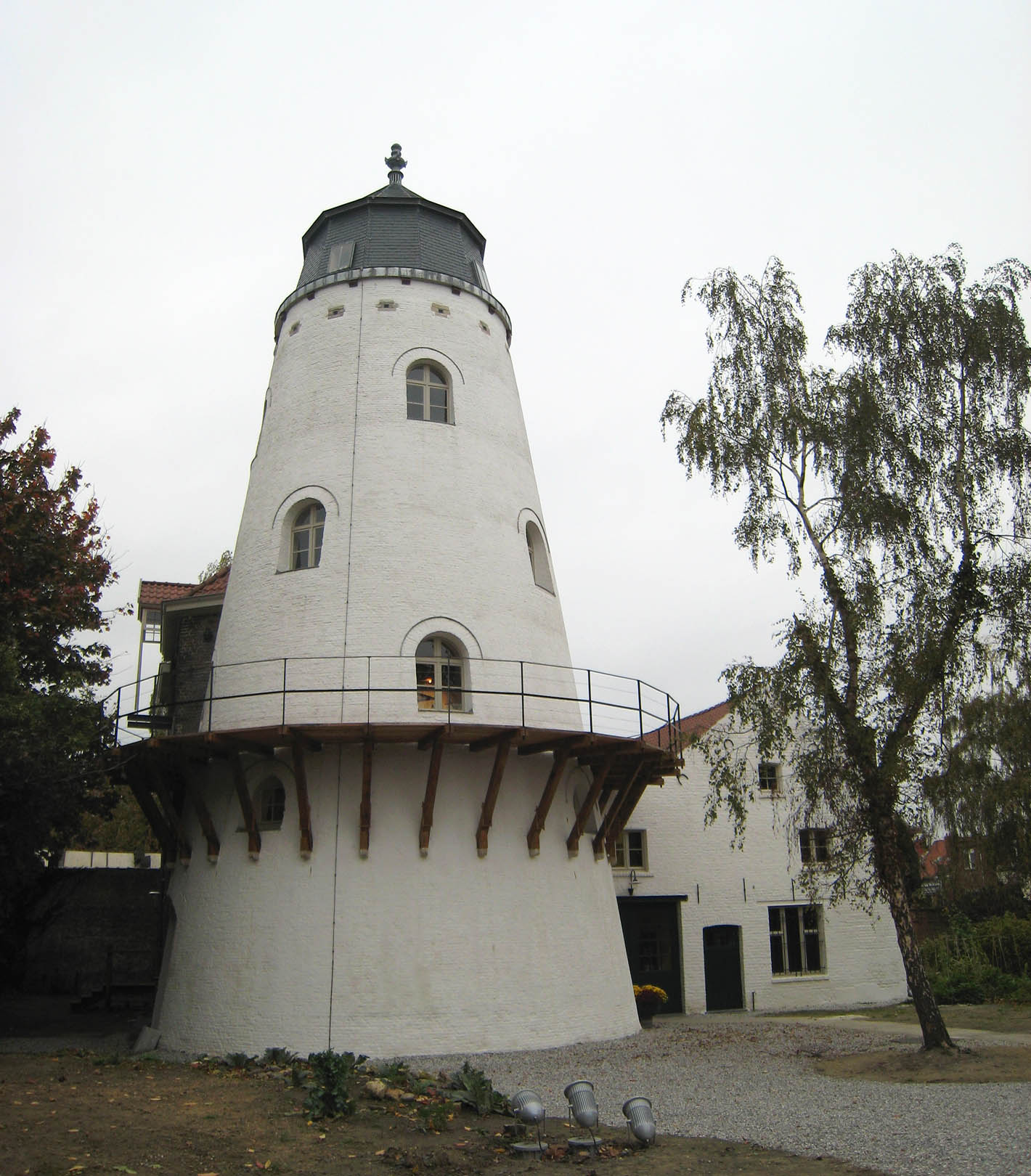
Le moulin d'Evere

La rue du Moulin à Vent (en néerlandais : Windmolenstraat) est une rue bruxelloise de la commune d'Evere. Cette rue (partiellement privée) va de la rue du Tilleul à la rue Pierre Van Obberghen. Il s'agit d'un double cul-de-sac à partir de la rue Willebrord Van Perck.
L'ancien moulin à vent construit en 1841 par Karel Van Aasche (1811-1879) y a été complètement restauré. En 1887, les ailes furent enlevées à la suite de l'utilisation d'une installation à vapeur. Il abrite depuis l'automne 2008, un musée des épices accessible au public.
Bruxelles possède également une rue du Moulin à Saint-Josse-ten-Noode.

## Adresse notable
- n° 21 : Musée bruxellois du moulin et de l'alimentation (MBMA)
- n° 34 : Musée de l'Amour STIB